# Atos 7
Atos 7 é o sétimo capítulo dos Atos dos Apóstolos, de autoria de Lucas, o Evangelista, no Novo Testamento da Bíblia. Ele relata o discurso de Estêvão perante seus acusadores no Sinédrio antes de sua execução em Jerusalém.

## Manuscritos
Atos 7 foi originalmente escrito em grego koiné e dividido em 60 versículos. Alguns dos manuscritos que contém este capítulo ou trechos dele são:
- Papiro 33 (ca. 550)
- Codex Vaticanus (325–350)
- Codex Sinaiticus (330–360)
- Codex Bezae (c. 400)
- Codex Alexandrinus (ca. 400–440)
- Codex Ephraemi Rescriptus (ca. 450, lacuna no versículo 8)
- Codex Laudianus (ca. 550)

## Estrutura
A Tradução Brasileira da Bíblia organiza este capítulo da seguinte maneira:
- Atos 7:1-53 - A defesa de Estêvão
- Atos 7:54-60 - A morte de Estêvão

## Temas Principais

### Discurso de Estêvão
Estêvão responde aos sumo sacerdotes com um longo discurso repleto de referências ao Antigo Testamento, uma demonstração de sue profundo conhecimento das Escrituras. A estrutura da narrativa pode ser dividida em duas partes.

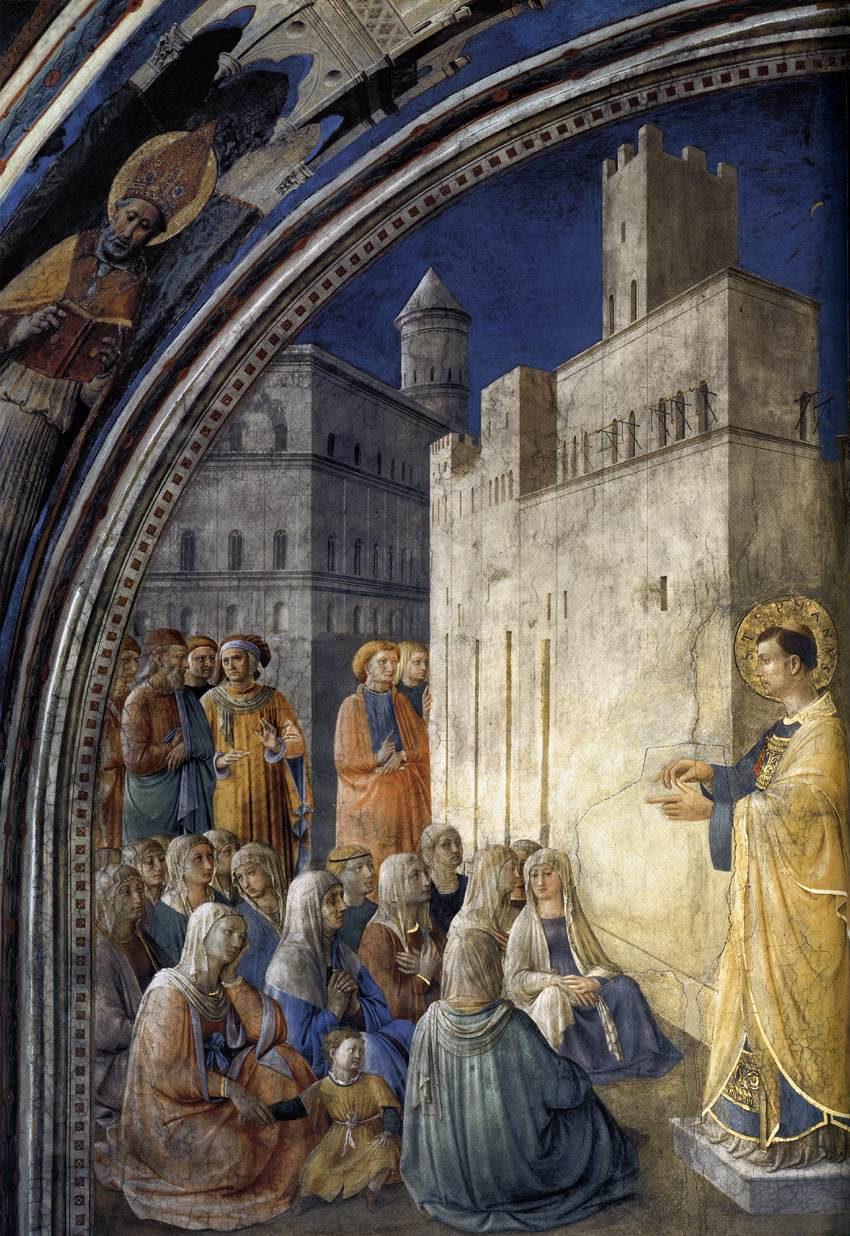
Discurso de Santo Estêvão, tema central de Atos 7.
1447/9. Afresco de Fra Angelico na Cappela Niccolina, no Vaticano.

#### Estêvão reconta a história de Israel
- Atos 7:1–8: Estêvão começa recontando a história de seu povo, desde Abraão até Jacó, o pai dos doze patriarcas de Israel, e relembra a "aliança da circuncisão" com Deus[5]
  - v. 3: Gênesis 12:1
  - v. 7: Gênesis 15:14; Êxodo 3:12
- Atos 7:9–16: O discurso continua contando como os filhos de Jacó venderam traiçoeiramente José aos egípcios e depois tiveram que recorrer a ele para salvarem-se da fome, o que levou o povo de Israel para o Egito Antigo[6]
  - v. 14: Êxodo 1:5
- Atos 7:17–36: Deus liberta Israel através de Moisés[7]
  - v. 28: Êxodo 2:14
  - v. 32: Êxodo 3:6,15
  - v. 34: Êxodo 3:5,7,8,10
  - v. 35: Êxodo 2:14
- Atos 7:37–43: Israel se rebela contra Deus[8]
  - v. 37: Deuteronômio 18:15
  - v. 40: Êxodo 32:1,23
  - v. 43: Amós 5:25–27

#### Verdadeiro Tabernáculo

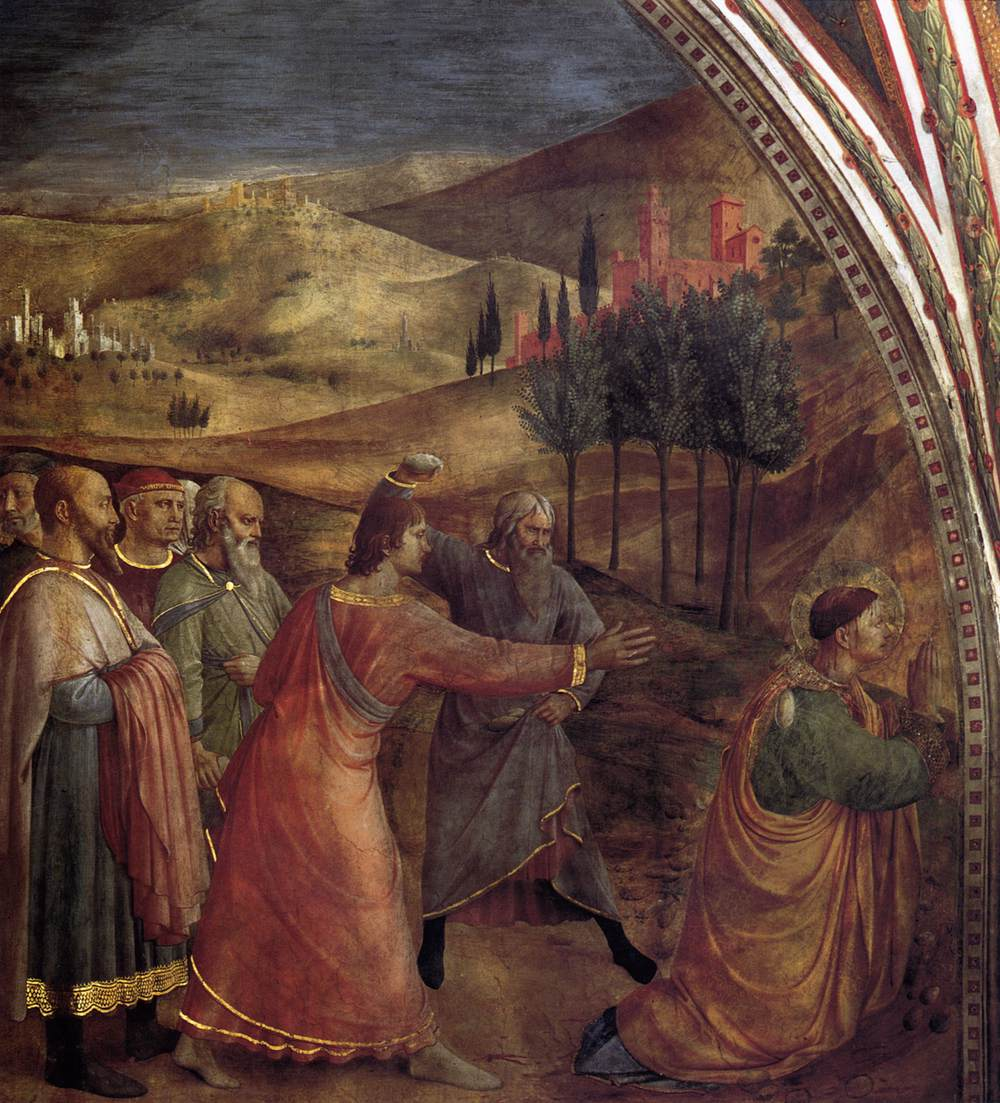
Martírio de Santo Estêvão.
1447/9. Afresco de Fra Angelico na Cappela Niccolina, no Vaticano.

Em seguida, Estêvão começa a contrapor o pensamento tradicional judaico com o ensinamento de Jesus, o que enfurece os sumo sacerdotes. Ele primeiro relata as tentativas de se construir um tabernáculo para ser a "casa de Deus", um ordenamento de Moisés e seguido por Josué até os tempos do rei Davi. Depois, Salomão constrói o Primeiro Templo de Jerusalém (Atos 7:44–47). Neste  ponto, Estêvão primeiro afirma que Deus não deseja um templo («Mas o Altíssimo não habita em casas feitas por mãos; como disse o profeta: O céu é o meu trono, E a terra o escabelo dos meus pés; Que casa me edificareis, diz o Senhor, Ou qual é o lugar do meu repouso? Não fez, porventura, a minha mão todas estas coisas?» (Atos 7:48–50)) e termina acusando seus acusadores:
| “ | «Homens de dura cerviz e incircuncisos de coração e de ouvido, vós sempre resistis ao Espírito Santo; assim como fizeram vossos pais, também vós o fazeis. A qual dos profetas não perseguiram vossos pais? Eles mataram os que dantes anunciaram a vinda do Justo, do qual vós agora vos tornastes traidores e homicidas, vós que recebestes a Lei por ministério de anjos, e não a guardastes.» (Atos 7:51–53) | ” |

### Martírio de Estêvão
Enraivecidos pela acusação do diácono Estêvão, os judeus o levaram para fora da cidade e o apedrejaram. Numa reação que depois se tornaria padrão entre os mártires, Estêvão pediu a Deus que recebesse seu espírito, pediu perdão para seus assassinos e morreu (Atos 7:57–60).